# 土肥神社
土肥神社（といじんじゃ）は、静岡県伊豆市土肥（とい）にある神社。土肥地区（旧土肥町）の総鎮守。

## 概要
創建は不詳だが、『延喜式神名帳』の伊豆国那賀郡の項目に記されている「豊御玉命神社」に推定されている式内社のため、創建は平安時代以前に遡るほど古い。
1195年（建久6年）に、土肥城（高谷城）の富永氏が、鶴岡八幡宮から勧請して大鷦鷯命（仁徳天皇）を祀る若宮八幡宮を相殿し、社号を「土肥神社」に改めて以来、八幡神社としての性格も色濃く残している（現在の祭神は応神天皇（八幡神））。
1873年（明治6年）に村社に指定、1958年（昭和33年）に社殿を新築した。

## 祭神
- 豊御玉(とよみたま)命
- 応神天皇（八幡神）

## 境内
- 社殿[4][5]
- 槙と楠の連理木（間くぐり/木くぐり）[4][5]
- 狛犬
- 切り込み接ぎの石垣[5]
- 力石[4]
- 石灯籠
- 社務所
- 土肥桜[2]
- 平安の大楠[5]
- 鳥居

### 境内社
- 馬場(ばんば)神社（土地神）[5]
- 土肥静霊神社（護国神社）[5]

## ギャラリー

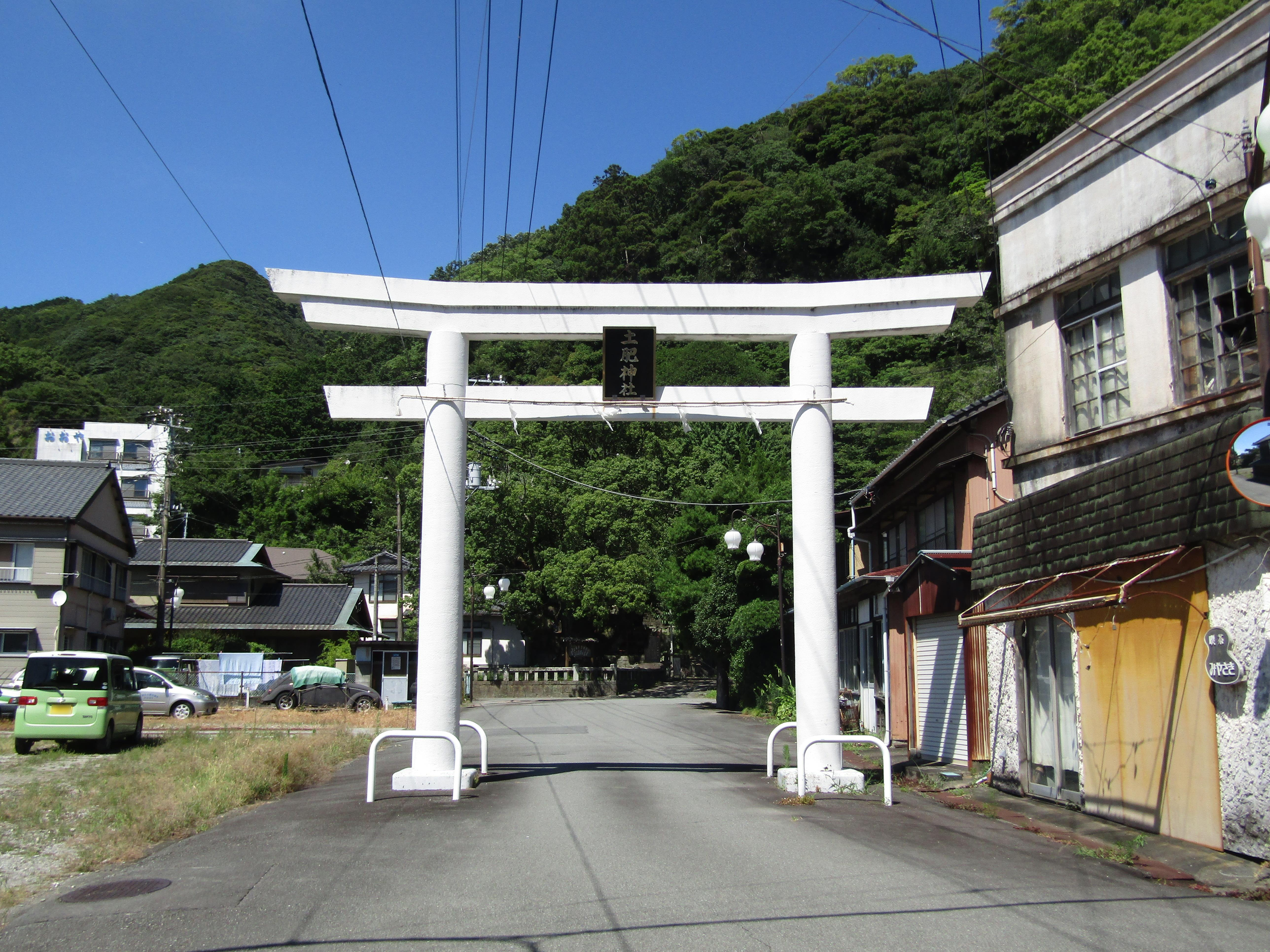
鳥居
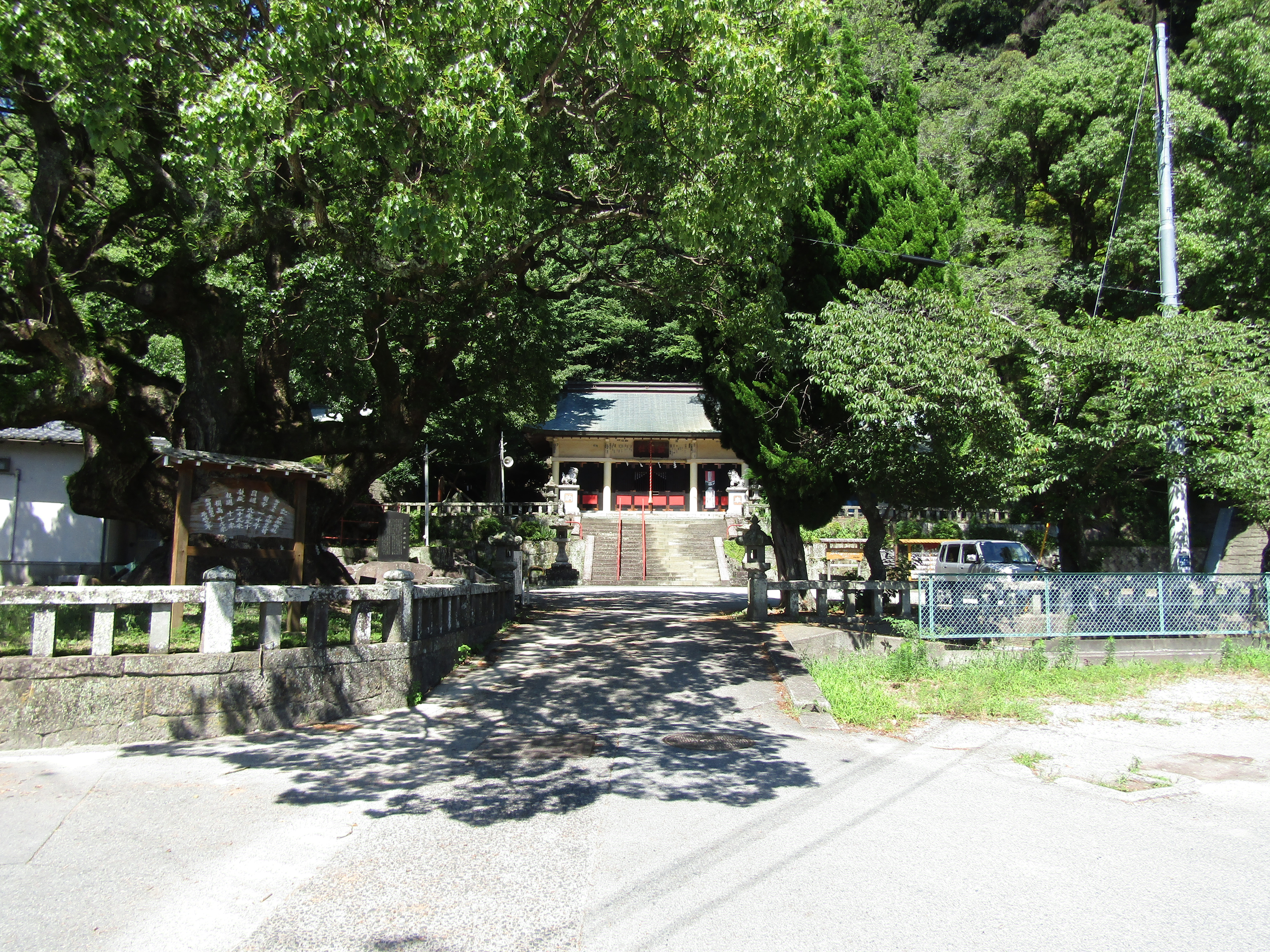
入口
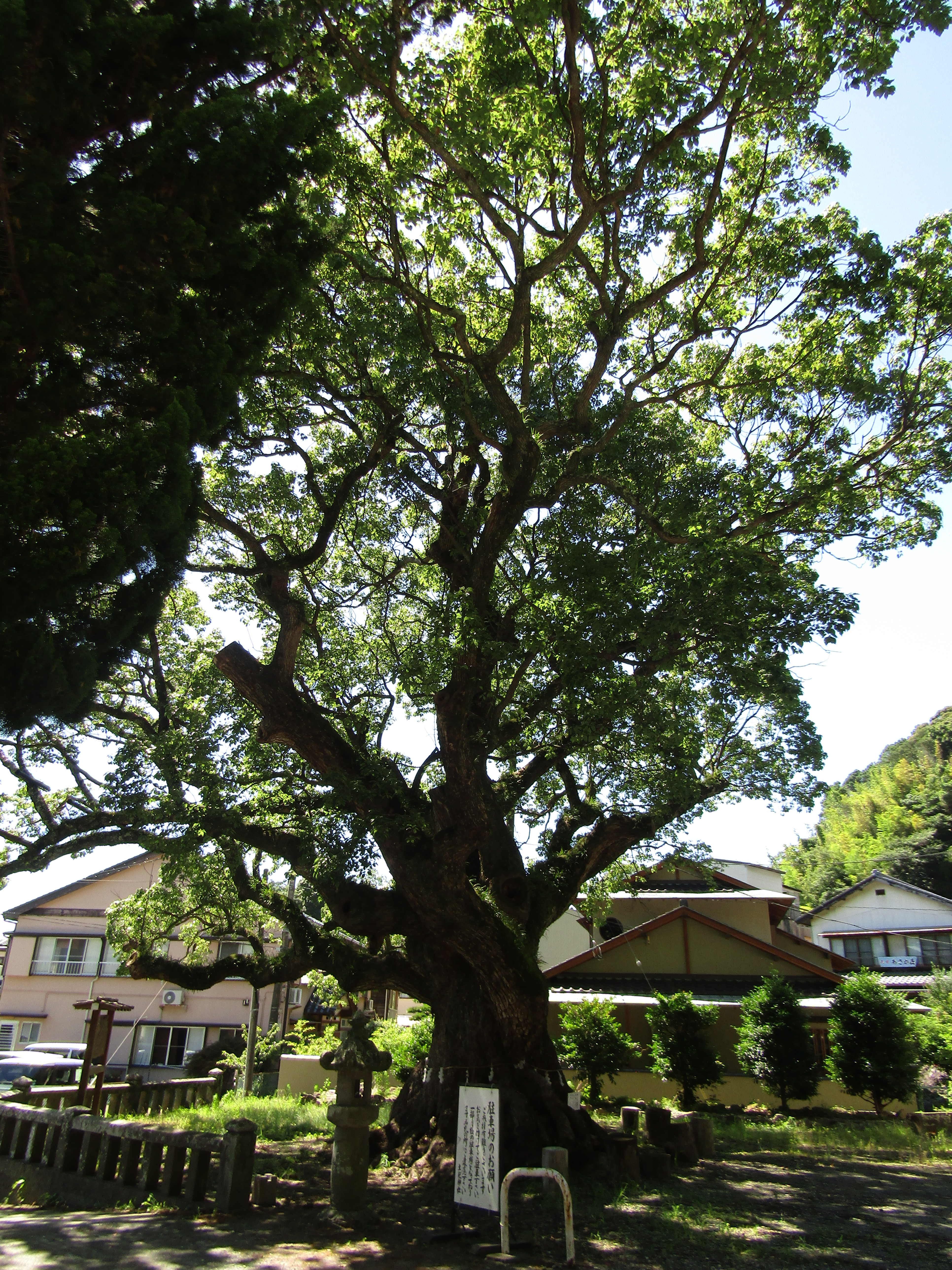
平安の大楠
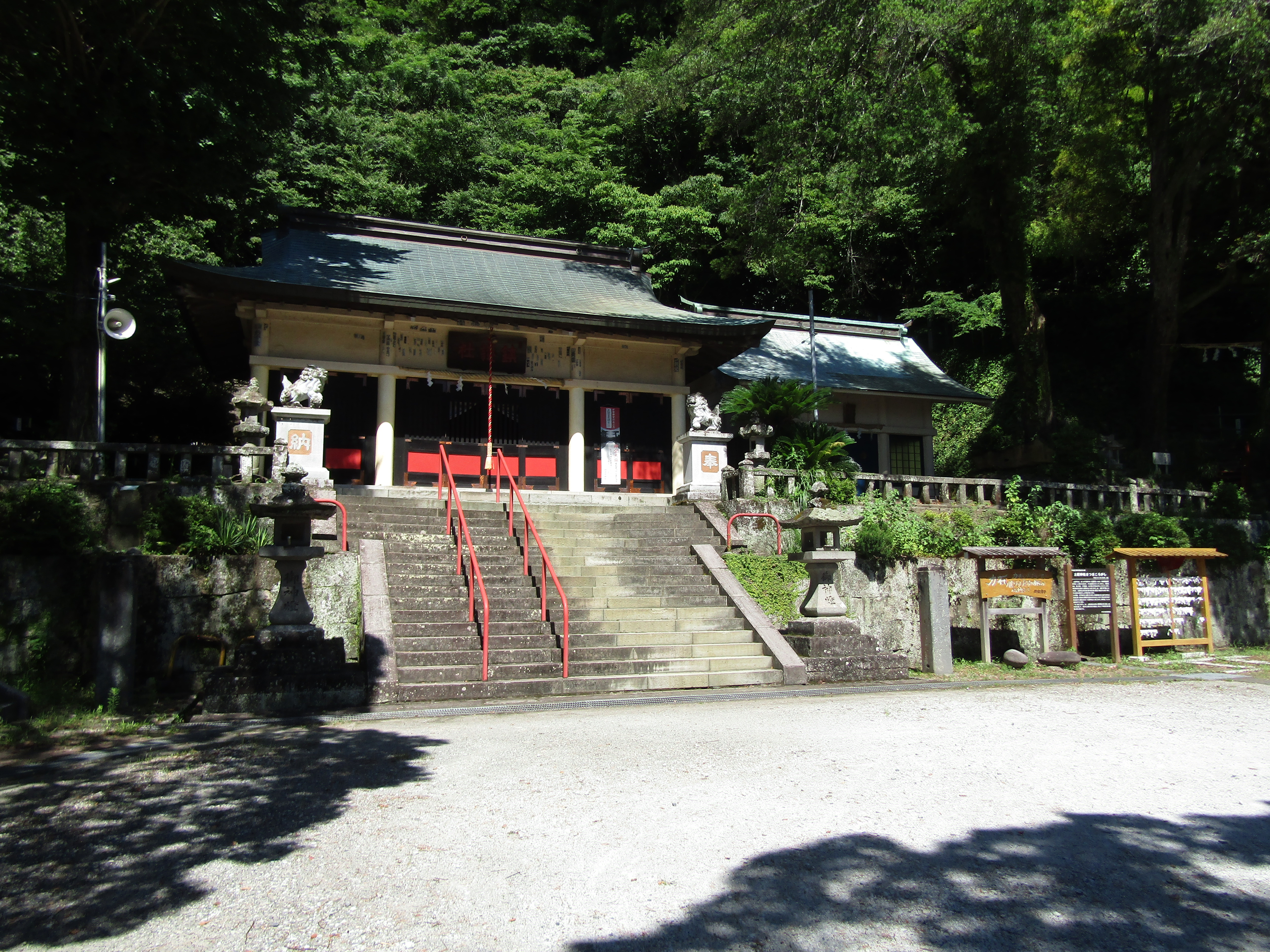
境内
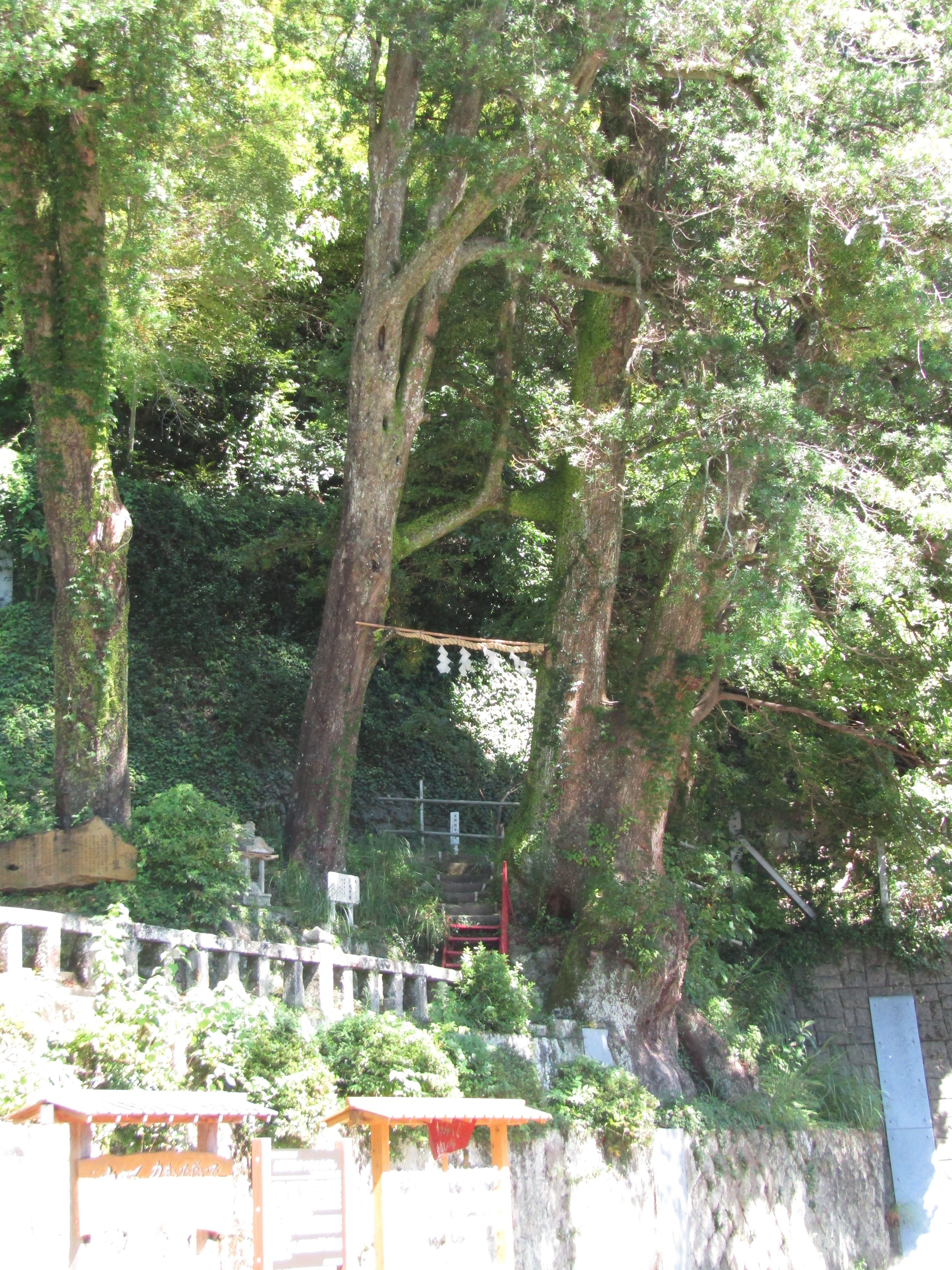
連理木
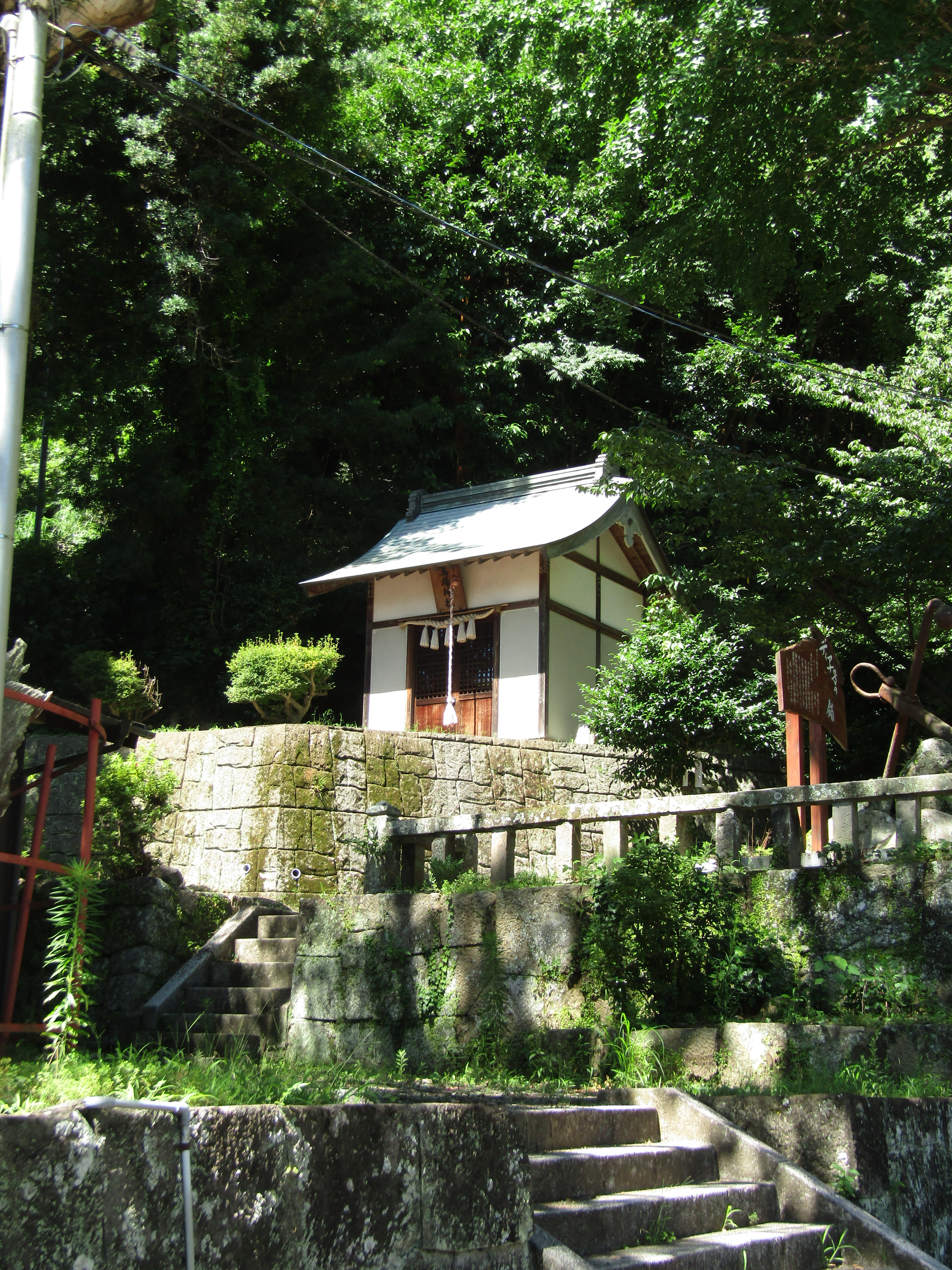
馬場神社
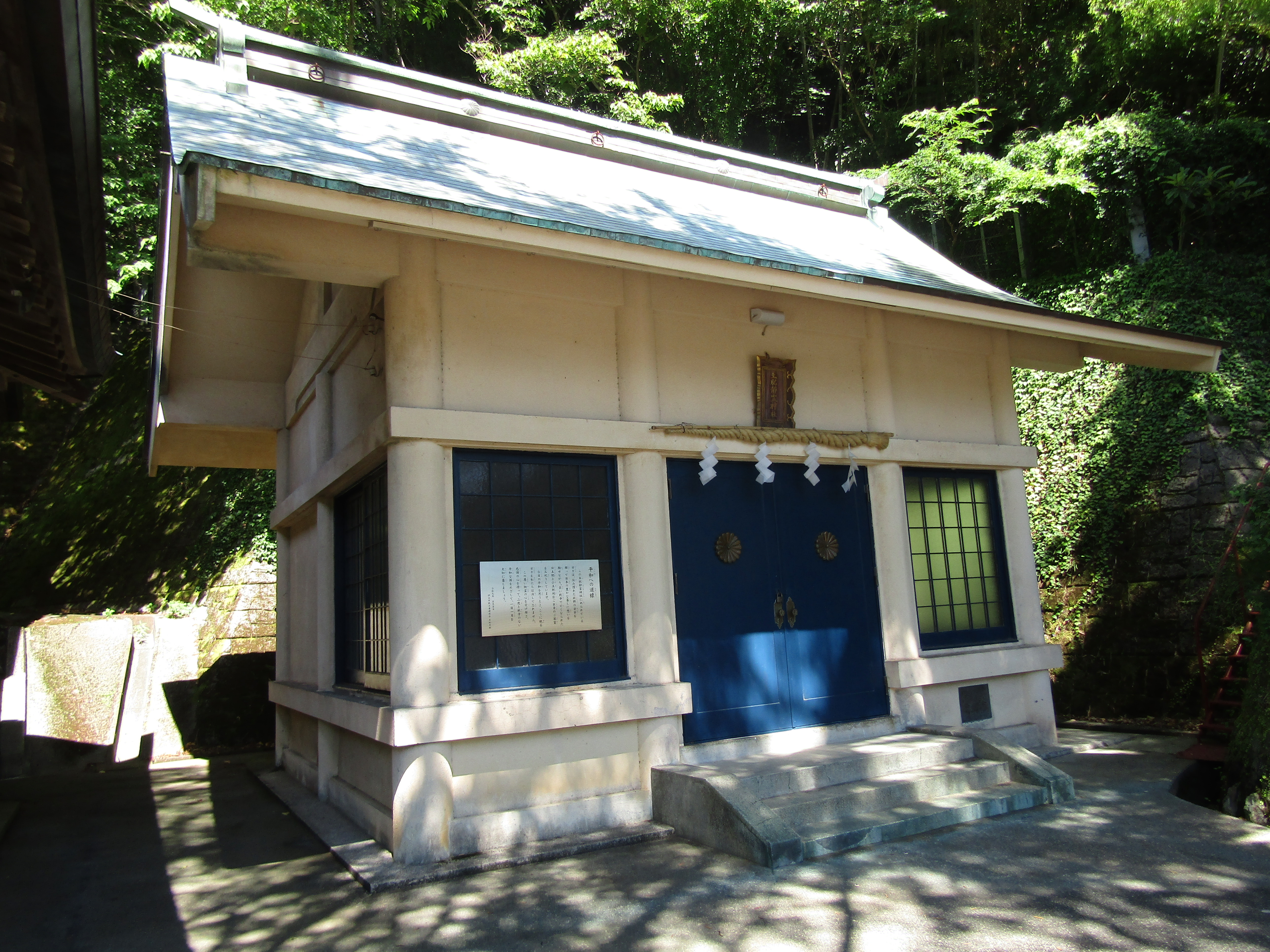
土肥静霊神社

## 文化財
- 土肥神社「さつまころがし」（市指定民俗文化財[6]） - 節分祭と例大祭の直会で歌われる歌謡。

## 祭事
- 節分祭（2月3日）[7]
- 例大祭（10月第3土・日）[8]
  - 浦安の舞
  - 土肥太鼓奉納
  - 浜降り式（仮装行列）
  - 流鏑馬

## アクセス
- 東海バス（修善寺駅〜松崎町路線） : バス停「馬場(ばんば)」から北東へ徒歩1分。